# 洪淳修
洪淳修（1975年11月13日—），紀錄片導演，國立台灣藝術大學影音創作與數位媒體產業研究所助理教授。作品皆以城市、國境邊陲為場景，呈現區域間的矛盾與衝突，擅用幽默手法，讓觀眾談笑間輕鬆汲取嚴肅議題。2023年擔任第60屆金馬獎初選評審委員。2024年獲第59屆金鐘獎節目類最佳導演獎。

## 作品
紀錄片作品有金門留念、刪海經、河口人、城市農民曆、船長要抓狂、誰說基隆河、守鱟的人等多部。最新作品為那些鳥事。

## 獲獎紀錄
1. 金鐘獎節目類最佳導演獎
2. 金穗獎最佳紀錄片
3. 台北電影節最佳剪輯獎
4. 台灣國際紀錄片影展新世代觀點獎
5. 台灣地方志影展優選
6. 法國世界漁人影展評審團獎
7. 法國格魯瓦國際島嶼電影節一見傾心獎
8. 日本國際環境映畫祭綠色印象賞
9. 印度蒂納生態影展國際競賽類銀獎

## 監察院公文事件
2015年9月19日，洪淳修在臉書發文指出，自己1歲大的兒子接到監察院通知違反選罷法，監察院認為根據《政治獻金法》第7條，洪兒尚未有投票權卻捐一千六百元給當時參與台北市長選舉的柯文哲，可能遭罰三千兩百元罰金。洪淳修認為，許多阿公、阿嬤都會用孫子的名義捐錢給廟結緣都沒事，他也只是希望兒子能及早了解、參與和關心社會。但監察院的大動作讓他覺得是國家機器在剝奪廿歲以下公民的權利。洪淳修表示，2014年他在競選總部的藝文活動放映紀錄片，因為不好意思收下出席費一千六百元，才以兒子的名義捐出，而柯文哲陣營也有回贈「白色力量」的書籍。
2015年9月20日，監察院秘書長傅孟融對此表示，監察院是依照「政治獻金法」，針對九合一大選的二二九四位擬參選人政治獻金專戶，進行「全面性查核」，並非針對柯文哲，也還有其他人違規。

## 外部連結
- 洪淳修的Facebook專頁
- 放映週報 洪淳修導演專訪 （页面存档备份，存于）
- 新新聞 見證土地與政治的角力
- New Bloom / Interview: Hung Chun-Hsiu  （页面存档备份，存于）
- 感動別人前，要先感動自己-南藝大洪淳修專訪 （页面存档备份，存于）